# Mile Bogović
Mile Bogović (ur. 7 sierpnia 1939 w Cerovacu, zm. 19 grudnia 2020 w Rijece) – chorwacki duchowny katolicki, biskup Gospić-Senj w latach 2000–2016.

## Życiorys
Święcenia kapłańskie otrzymał 5 lipca 1964.

## Episkopat
4 czerwca 1999 został mianowany biskupem pomocniczym archidiecezji rijeckiej, ze stolicą tytularną Tamata. Sakry biskupiej udzielił mu ówczesny arcybiskup Rijeki – Anton Tamarut. 25 maja 2000 został pierwszym biskupem nowo powstałej diecezji Gospić-Senj.